# Ricardo de León
José Ricardo de León Aroztegui (Trinidad, 23 de septiembre de 1923 - Montevideo, 14 de febrero de 2010) fue un entrenador uruguayo de gran influencia en la concepción táctica y estratégica en el fútbol uruguayo.

## Biografía
Hijo del matrimonio entre José Emilio De León Rivero y Claudia Aroztegui, nació el 23 de septiembre de 1923 en Trinidad, capital del departamento de Flores. Cuando tenía 10 años de edad, la familia se mudó a la vecina ciudad de Florida, donde De León empezó a practicar baloncesto y principalmente, fútbol.

### Carrera como futbolista
De León se formó en Peñarol de Florida desde muy niño (su padre era hincha de Peñarol de Montevideo), dejando en 1942 esa única aurinegra que vistió, pues se mudó a la capital, comenzando su carrera profesional en los juveniles de Nacional de Montevideo, cumpliendo el sueño de su infancia pero sin poder alcanzar a jugar en el primer equipo, dónde en su puesto brillaba una gloria del club albo: Atilio García. En 1944 jugó algunos partidos en Liverpool (debutando en primera división), luego emigró a Venezuela (en el Litoral Sport) y llegaría finalmente en 1949 a Defensor, donde se dice tuvo su mejor época y dónde al club le tocó descender y ascender. Además de la práctica como futbolista, aprovechó el tiempo para hacer el curso de preparador físico y obtener el título en 1951. Emigró luego a Colombia (América de Cali, 1951) y regresó a Venezuela (Unión S.C. en 1952 y otra vez Litoral Sport en 1953). De regreso en Uruguay, entre 1955 y 1958 "Pepe" De León defendió a Santa Lucía F.C. en la Liga de Canelones y culminó su etapa de jugador en el Darling de Canelones, en 1959 y con 36 años de edad.

## Carrera como entrenador
Inició su carrera en las inferiores de Defensor, para dirigir luego al primero de Fénix en 1961. Dirigió las inferiores de Nacional, y 5 partidos al primer equipo en 1965. Luego vendrían Rentistas (1969) y su primer llegada a Defensor como DT en 1971. 

### El cangrejo rojo
De León llegó a México para dirigir al hoy desaparecido Atlético Español, Toros, con el que fue subcampeón en la temporada 1973-74, perdiendo la final con los Cementeros de Cruz Azul. Luego llegó al Toluca casi al comenzar el campeonato 1974-75. Implantó un sistema que la prensa encontró parecido al "Catenaccio" de Helenio Herrera en Italia, lo que le valió el mote de defensivo al entrenador y de "Cangrejo Rojo" (o catenaccio rojo) al Toluca que con este tipo de sistema fue campeón en esa temporada, ya que tenía un grupo de jugadores idóneos y que asimilaron muy bien el sistema implantado, y siendo campeones. Pero este sistema no era infalible, pues hubo dos equipos colocados en la parte baja de la tabla de posiciones que dieron la noticia: Los cañeros de Zacatepec en el estadio Coruco Díaz lo goleo 3-0. Pero semanas después, jugando contra los Orinegros del Cd. Madero que era el último lugar general, despedazo el sistema del profesor y fue goleado 4-2 en donde lo impresionante fue que en menos de 30 minutos, el Cd Madero jugando por nota, mostró las deficiencias del sistema ganando 3-0 ante la algarabía de sus aficionados.
El cronista deportivo Ángel Fernández emitiría una de sus frases célebres: "Convierte la cancha del Estadio Azteca en una caja de cerillos" en alusión a un juego final del Torneo de Copa, entre el Toluca y el América que terminaría con empate a cero goles.
A mediados de 1975 tomó el control del Club Atlético Rosario Central, en Argentina, con el que realizó una buena campaña.

### Defensor campeón
Como entrenador, De León escribió historia al coronarse campeón uruguayo con Defensor en el año 1976, siendo el primer club chico en salir campeón en la era profesional, que se había iniciado en 1932, rompiendo así con el histórico dominio hegemónico de Nacional y Peñarol. En el conjunto violeta, como es conocido el Defensor, también se vio envuelto en polémicas frente a la prensa, que renombraron a su esquema con el mote de "el antifútbol".

### Con los Tiburones Rojos
En la campaña de 1977-1978, la directiva de los Tiburones encabezada por Juanito Lara Castilla y José Ajo Lozada, lograron contratar a Ricardo de León con el fin de ser protagonista en el campeonato mexicano. Hubo salida de jugadores y llegado de varios jugadores uruguayos como Juan Carlos Leyva, Eliseo Álvarez, Oyarbide conservando solo como jugadores extranjeros a Ricardo Brandon y a Juan Carlos Oblitas. Pero en un inicio el equipo comenzó bastante bien, jugando y asimilando el sistema del entrenador uruguayo pero posteriormente hubo desgaste entre la relación con los jugadores y posteriormente con la directiva. El acabose fue cuando en una visita a los Gallos de Jalisco, en Guadalajara, desnudaron al sistema de Ricardo de León y el Veracruz, fue goleado 7-2 lo cual terminó con el cese del entrenador charrúa. Después de esto nunca más volvió a dirigir a un equipo de la Primera División de México y se integró a la organización filiar de los Toros del Atlético Español como consejero y visor de equipos de la división de ascenso como los Satélites de Tulancingo, hasta que abandonó al país.

### Logros

#### Torneos nacionales
| Título                      | Club             | País    | Año     |
| --------------------------- | ---------------- | ------- | ------- |
| Primera División de México  | Deportivo Toluca | México  | 1974-75 |
| Primera División de Uruguay | Defensor         | Uruguay | 1976    |

### Legado
Al Profe De León se lo considera uno de los entrenadores de fútbol más importantes y referentes en la historia del fútbol uruguayo. Muchos directores técnicos posteriores toman algunas de sus enseñanzas, en principal aquellos que eran jugadores del Defensor del 76.
La lista de entrenadores uruguayos que siguen los pasos de De León es grande y abarca desde técnicos de preferencia defensiva como: Raúl Möller, Gregorio Pérez, Julio Ribas, Miguel Ángel Puppo; a otros de mayor vocación ofensiva como Juan Ramón Carrasco, Francisco Maturana o Beethoven Javier, etc.
Sus conceptos también dejaron un fuerte legado en otros países donde dirigió, como México y Colombia.

### Polémica por el estilo de juego
Si bien en sus tiempos fue muy criticado por los medios periodísticos, que incluso lo tildaron de "antifútbol" y "destructor del fútbol uruguayo", en la actualidad se reconocen más sus enseñanzas, y se lo considera un adelantado al "fútbol total", desplegado por la "Naranja Mecánica" de Holanda en los años 70 y al fútbol moderno de la actualidad.
De León hace referencia a esta eterna polémica en el título del libro que escribió en los últimos años de su vida: "Mi Revolución. ¿Antifútbol o fútbol completo?".